# U19-världsmästerskapet i handboll för herrar 2009
U19-världsmästerskapet i handboll för herrar 2009 var den tredje upplagan av U19-VM i handboll på herrsidan och spelades i Tunisien den 20–31 juli 2009.

## Slutställning
1. Kroatien U19
2. Island U19
3. Sverige U19
4. Tunisien U19
5. Danmark U19
6. Spanien U19
7. Tyskland U19
8. Norge U19
9. Frankrike U19
10. Iran U19
11. Argentina U19
12. Egypten U19
13. Qatar U19
14. Algeriet U19
15. Brasilien U19
16. Libyen U19
17. Puerto Rico U19
18. Venezuela U19
19. Kuwait U19
20. Marocko U19

## Utmärkelser

### All-star team
- Målvakt:  Mohamed Sfar (TUN)
- Vänstersexa:  Ossama Boughanmi (TUN)
- Vänsternia:  Ólafur Guðmundsson (ISL)
- Mittsexa:  Marino Marić (CRO)
- Mittnia:  Vedran Huđ (CRO)
- Högernia:  Aron Pálmarsson (ISL)
- Högersexa:  Mattias Zachrisson (SWE)

### Övriga utmärkelser
- Mest värdefulla spelaren (MVP):  Mohamed Sfar (TUN)